# Georg Grasnick

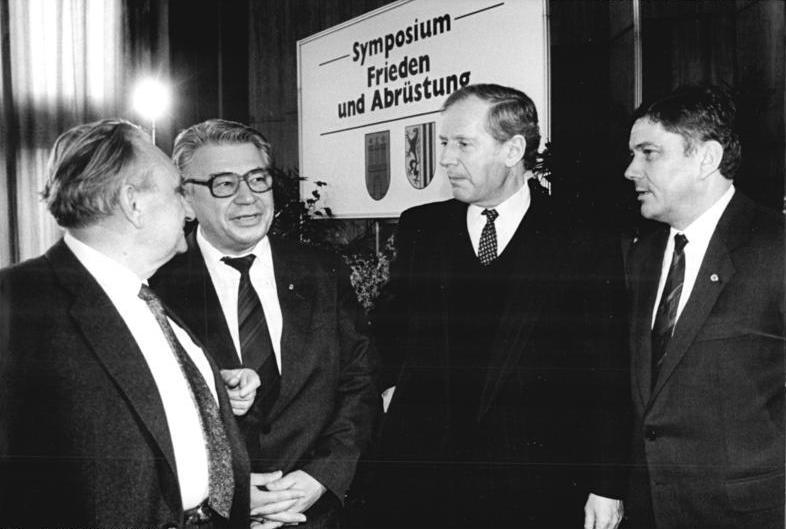
Georg Grasnick (2. von links) mit Egon Bahr, Klaus von Dohnanyi und Wolfgang Berghofer (v.l.nr) 1988 in Dresden

Georg Grasnick (* 25. April 1927 in Berlin; † 12. Mai 2016) war ein deutscher Journalist. Er war Intendant des Berliner Rundfunks und Chefredakteur des Deutschlandsenders.

## Leben
Grasnick, Sohn eines Autoschlossers, besuchte die Volksschule und die Oberschule mit Notabitur. Von 1943 bis 1945 leistete er Kriegsdienst in der Wehrmacht.
Nach dem Zweiten Weltkrieg trat er 1945 der KPD bei und schloss sich der Antifa-Jugend an. Er arbeitete zunächst als Kurier und Angestellter. Noch im Jahr 1945 wurde er stellvertretender Bezirksbürgermeister in Berlin-Reinickendorf. 1946 wurde er mit der Zwangsvereinigung von SPD und KPD Mitglied der SED und war von 1946 bis 1952 Volontär bzw. Hilfsredakteur beim Berliner Rundfunk. Von 1953 bis 1958 war er stellvertretender Gruppenleiter und Chefredakteur und 1958 kommissarischer Intendant des Berliner Rundfunks. Ein Fernstudium an der Journalistischen Fakultät der Karl-Marx-Universität Leipzig schloss er 1958 als Diplom-Journalist ab und am Institut für Gesellschaftswissenschaften beim ZK der SED (IfG) erwarb er 1962 den Doktorgrad mit Auszeichnung.
Von 1962 bis 1965 fungierte er als Chefredakteur des Deutschlandsenders. Am 30. Mai 1963 wurde er mit Hans Teubner während eines Aufenthaltes in Solingen wegen agitatorischer Sendungen im Sinne der verbotenen KPD festgenommen und nach dreiwöchiger Haft am 22. Juni 1963 wieder in die DDR entlassen. Von 1965 bis 1971 war er Mitglied der Leitung des Staatssekretariats für gesamtdeutsche bzw. westdeutsche Fragen. Anschließend war er ab 1971 Hauptabteilungsleiter am Institut für Politik und Wirtschaft der DDR (IPW). Er war Mitglied des Friedensrats der DDR, ab 1982 stellvertretender Direktor des IPW und ab 11. Oktober 1982 Vizepräsident des DDR-Komitees für europäische Sicherheit und Zusammenarbeit. 1979 wurde er zum ordentlichen Professor an die Akademie für Gesellschaftswissenschaften beim ZK der SED (AfG) berufen.
Grasnick starb im Alter von 89 Jahren.

## Auszeichnungen
- 1963 Vaterländischer Verdienstorden in Bronze und 1987 in Gold
- 1964 Deutsche Friedensmedaille
- 1965 Franz-Mehring-Ehrennadel
- 1974 und 1981 Orden Banner der Arbeit

## Veröffentlichungen
- Zum Verhältnis der Machtzentren USA – EU. In: Gibt es in der Frage Krieg oder Frieden noch den Westen? Beiträge zum 12. Dresdner Friedenssymposium am 14. Februar 2004. (Hrsg.) Dresdener Studiengemeinschaft Sicherheitspolitik (DSS) e. V: DSS-Arbeitspapiere, Dresden 2004, Heft 69, S. 49–55.